# Big Empty - Tradimento fatale
Big Empty - Tradimento fatale (The Big Empty) è un film del 2003 diretto da Steve Anderson.